# Miconia punctata
Miconia punctata är en tvåhjärtbladig växtart som först beskrevs av Louis Auguste Joseph Desrousseaux, och fick sitt nu gällande namn av David Don och Dc.. Miconia punctata ingår i släktet Miconia och familjen Melastomataceae. Inga underarter finns listade i Catalogue of Life.